# Lista över fornlämningar i Finspångs kommun
Lista över fornlämningar i Finspångs kommun är en förteckning av ett urval av de fornlämningar som finns i Finspångs kommun.

## Hällestad
| Namn                         | Lämningstyp                 | Tillkomsttid | Historisk indelning     | Plats | Läge                 | ID-nr          | Bild                                 |
| ---------------------------- | --------------------------- | ------------ | ----------------------- | ----- | -------------------- | -------------- | ------------------------------------ |
| Hällestad 5:1                | Stensättning                |              | Hällestad, Östergötland |       | 58.752528, 15.538928 | 10043800050001 | Ladda upp en bild av detta fornminne |
| Hällestad 12:1               | Gravfält                    |              | Hällestad, Östergötland |       | 58.741758, 15.587250 | 10043800120001 | Ladda upp en bild av detta fornminne |
| Hällestad 16:1               | Gravfält                    |              | Hällestad, Östergötland |       | 58.715169, 15.583946 | 10043800160001 | Ladda upp en bild av detta fornminne |
| Hällestad 40:1               | Gravfält                    |              | Hällestad, Östergötland |       | 58.730623, 15.628955 | 10043800400001 | Ladda upp en bild av detta fornminne |
| Skansberget (Hällestad 56:1) | Fornborg                    |              | Hällestad, Östergötland |       | 58.752887, 15.489068 | 10043800560001 | Ladda upp en bild av detta fornminne |
| Hällestad 68:1               | Stensättning                |              | Hällestad, Östergötland |       | 58.802034, 15.453547 | 10043800680001 | Ladda upp en bild av detta fornminne |
| Hällestad 68:2               | Grav markerad av sten/block |              | Hällestad, Östergötland |       | 58.801791, 15.453958 | 10043800680002 | Ladda upp en bild av detta fornminne |
| Hällestad 243:1              | Stensättning                |              | Hällestad, Östergötland |       | 58.740211, 15.593213 | 10043802430001 | Ladda upp en bild av detta fornminne |
| Hällestad 243:3              | Stensättning                |              | Hällestad, Östergötland |       | 58.740416, 15.593197 | 10043802430003 | Ladda upp en bild av detta fornminne |
| Hällestad 251:1              | Stensättning                |              | Hällestad, Östergötland |       | 58.726804, 15.606740 | 10043802510001 | Ladda upp en bild av detta fornminne |
| Hällestad 303:1              | Gravfält                    |              | Hällestad, Östergötland |       | 58.764313, 15.605344 | 10043803030001 | Ladda upp en bild av detta fornminne |

## Regna
| Namn        | Lämningstyp  | Tillkomsttid | Historisk indelning | Plats | Läge                 | ID-nr          | Bild                                 |
| ----------- | ------------ | ------------ | ------------------- | ----- | -------------------- | -------------- | ------------------------------------ |
| Regna 16:1  | Stensättning |              | Regna, Östergötland |       | 58.867452, 15.803792 | 10047600160001 | Ladda upp en bild av detta fornminne |
| Regna 21:1  | Stensättning |              | Regna, Östergötland |       | 58.894408, 15.710807 | 10047600210001 | Ladda upp en bild av detta fornminne |
| Regna 122:1 | Stensättning |              | Regna, Östergötland |       | 58.933395, 15.722712 | 10047601220001 | Ladda upp en bild av detta fornminne |
| Regna 122:2 | Stensättning |              | Regna, Östergötland |       | 58.933231, 15.723001 | 10047601220002 | Ladda upp en bild av detta fornminne |
| Regna 129:1 | Stensättning |              | Regna, Östergötland |       | 58.918040, 15.666159 | 10047601290001 | Ladda upp en bild av detta fornminne |

## Risinge
| Namn                            | Lämningstyp                 | Tillkomsttid | Historisk indelning   | Plats | Läge                 | ID-nr          | Bild                                      |
| ------------------------------- | --------------------------- | ------------ | --------------------- | ----- | -------------------- | -------------- | ----------------------------------------- |
| Risinge 6:1                     | Gravfält                    |              | Risinge, Östergötland |       | 58.684258, 15.933531 | 10047900060001 | Ladda upp en bild av detta fornminne      |
| Risinge 8:1                     | Gravfält                    |              | Risinge, Östergötland |       | 58.682005, 15.938351 | 10047900080001 | Ladda upp en bild av detta fornminne      |
| Risinge 13:1                    | Stensättning                |              | Risinge, Östergötland |       | 58.691942, 15.945201 | 10047900130001 | Ladda upp en bild av detta fornminne      |
| Risinge 24:1                    | Stensättning                |              | Risinge, Östergötland |       | 58.713584, 15.810687 | 10047900240001 | Ladda upp en bild av detta fornminne      |
| Risinge 25:1                    | Gravfält                    |              | Risinge, Östergötland |       | 58.658547, 15.842664 | 10047900250001 | Ladda upp en bild av detta fornminne      |
| Risinge 27:1                    | Gravfält                    |              | Risinge, Östergötland |       | 58.682414, 15.855294 | 10047900270001 | Ladda upp en bild av detta fornminne      |
| Risinge 30:1                    | Gravfält                    |              | Risinge, Östergötland |       | 58.695551, 15.823143 | 10047900300001 | Ladda upp en bild av detta fornminne      |
| Risinge 36:1                    | Hög                         |              | Risinge, Östergötland |       | 58.666323, 15.844314 | 10047900360001 | Ladda upp en bild av detta fornminne      |
| Risinge 36:2                    | Stensättning                |              | Risinge, Östergötland |       | 58.666440, 15.844616 | 10047900360002 | Ladda upp en bild av detta fornminne      |
| Risinge 37:1                    | Runristning                 |              | Risinge, Östergötland |       | 58.676207, 15.841767 | 10047900370001 | Ladda upp en till bild av detta fornminne |
| Dunderhakes grav (Risinge 43:1) | Grav markerad av sten/block |              | Risinge, Östergötland |       | 58.701831, 15.844793 | 10047900430001 | Ladda upp en bild av detta fornminne      |
| Loreborg (Risinge 71:1)         | Fornborg                    |              | Risinge, Östergötland |       | 58.743324, 15.805196 | 10047900710001 | Ladda upp en bild av detta fornminne      |
| Risinge 95:1                    | Gravfält                    |              | Risinge, Östergötland |       | 58.664089, 15.843721 | 10047900950001 | Ladda upp en bild av detta fornminne      |
| Risinge 99:1                    | Stensättning                |              | Risinge, Östergötland |       | 58.662209, 15.855801 | 10047900990001 | Ladda upp en bild av detta fornminne      |
| Risinge 133:1                   | Stensättning                |              | Risinge, Östergötland |       | 58.650726, 15.887767 | 10047901330001 | Ladda upp en bild av detta fornminne      |
| Risinge 133:2                   | Stensättning                |              | Risinge, Östergötland |       | 58.650790, 15.887628 | 10047901330002 | Ladda upp en bild av detta fornminne      |
| Risinge 133:3                   | Stensättning                |              | Risinge, Östergötland |       | 58.650892, 15.887281 | 10047901330003 | Ladda upp en bild av detta fornminne      |
| Risinge 135:1                   | Stensättning                |              | Risinge, Östergötland |       | 58.668998, 15.851727 | 10047901350001 | Ladda upp en bild av detta fornminne      |
| Risinge 135:2                   | Stensättning                |              | Risinge, Östergötland |       | 58.669038, 15.851860 | 10047901350002 | Ladda upp en bild av detta fornminne      |
| Risinge 143:1                   | Stensättning                |              | Risinge, Östergötland |       | 58.694021, 15.845155 | 10047901430001 | Ladda upp en bild av detta fornminne      |
| Risinge 143:2                   | Stensättning                |              | Risinge, Östergötland |       | 58.693998, 15.845501 | 10047901430002 | Ladda upp en bild av detta fornminne      |
| Risinge 144:1                   | Stensättning                |              | Risinge, Östergötland |       | 58.692852, 15.845995 | 10047901440001 | Ladda upp en bild av detta fornminne      |
| Risinge 145:1                   | Stensättning                |              | Risinge, Östergötland |       | 58.691510, 15.842289 | 10047901450001 | Ladda upp en bild av detta fornminne      |
| Risinge 156:1                   | Stensättning                |              | Risinge, Östergötland |       | 58.685185, 15.941924 | 10047901560001 | Ladda upp en bild av detta fornminne      |
| Risinge 158:1                   | Gravfält                    |              | Risinge, Östergötland |       | 58.688775, 15.942374 | 10047901580001 | Ladda upp en bild av detta fornminne      |
| Risinge 159:1                   | Stensättning                |              | Risinge, Östergötland |       | 58.688914, 15.939063 | 10047901590001 | Ladda upp en bild av detta fornminne      |
| Risinge 160:1                   | Stensättning                |              | Risinge, Östergötland |       | 58.714793, 15.819886 | 10047901600001 | Ladda upp en bild av detta fornminne      |
| Risinge 164:1                   | Stensättning                |              | Risinge, Östergötland |       | 58.692345, 15.933949 | 10047901640001 | Ladda upp en bild av detta fornminne      |
| Risinge 165:1                   | Stensättning                |              | Risinge, Östergötland |       | 58.692217, 15.935074 | 10047901650001 | Ladda upp en bild av detta fornminne      |
| Risinge 173:1                   | Stensättning                |              | Risinge, Östergötland |       | 58.702334, 15.865024 | 10047901730001 | Ladda upp en bild av detta fornminne      |
| Risinge 183:1                   | Stensättning                |              | Risinge, Östergötland |       | 58.706386, 15.869152 | 10047901830001 | Ladda upp en bild av detta fornminne      |
| Risinge 186:1                   | Gravfält                    |              | Risinge, Östergötland |       | 58.690383, 15.843641 | 10047901860001 | Ladda upp en bild av detta fornminne      |
| Risinge 187:1                   | Stensättning                |              | Risinge, Östergötland |       | 58.690950, 15.844317 | 10047901870001 | Ladda upp en bild av detta fornminne      |
| Risinge 198:1                   | Stensättning                |              | Risinge, Östergötland |       | 58.644112, 15.864102 | 10047901980001 | Ladda upp en bild av detta fornminne      |
| Risinge 198:2                   | Stensättning                |              | Risinge, Östergötland |       | 58.644126, 15.864287 | 10047901980002 | Ladda upp en bild av detta fornminne      |
| Risinge 198:3                   | Stensättning                |              | Risinge, Östergötland |       | 58.644101, 15.863551 | 10047901980003 | Ladda upp en bild av detta fornminne      |
| Risinge 227:1                   | Minnesmärke                 |              | Risinge, Östergötland |       | 58.705864, 15.864611 | 10047902270001 | Ladda upp en bild av detta fornminne      |
| Torstorpeberg (Risinge 234:1)   | Fornborg                    |              | Risinge, Östergötland |       | 58.691721, 15.723636 | 10047902340001 | Ladda upp en bild av detta fornminne      |
| Risinge 287:1                   | Stensättning                |              | Risinge, Östergötland |       | 58.713682, 15.801950 | 10047902870001 | Ladda upp en bild av detta fornminne      |
| Risinge 295:1                   | Stensättning                |              | Risinge, Östergötland |       | 58.707066, 15.727603 | 10047902950001 | Ladda upp en bild av detta fornminne      |

## Skedevi
| Namn                        | Lämningstyp                 | Tillkomsttid | Historisk indelning   | Plats | Läge                 | ID-nr          | Bild                                 |
| --------------------------- | --------------------------- | ------------ | --------------------- | ----- | -------------------- | -------------- | ------------------------------------ |
| Skedevi 27:1                | Stenkrets                   |              | Skedevi, Östergötland |       | 58.969116, 15.832216 | 10049000270001 | Ladda upp en bild av detta fornminne |
| Skedevi 27:2                | Grav markerad av sten/block |              | Skedevi, Östergötland |       | 58.969227, 15.832353 | 10049000270002 | Ladda upp en bild av detta fornminne |
| Skedevi 27:3                | Stenkrets                   |              | Skedevi, Östergötland |       | 58.969190, 15.832213 | 10049000270003 | Ladda upp en bild av detta fornminne |
| Kallhäll (Skedevi 28:1)     | Fornborg                    |              | Skedevi, Östergötland |       | 58.973806, 15.813686 | 10049000280001 | Ladda upp en bild av detta fornminne |
| Skedevi 49:1                | Gravfält                    |              | Skedevi, Östergötland |       | 58.986406, 15.854947 | 10049000490001 | Ladda upp en bild av detta fornminne |
| Skedevi 50:1                | Gravfält                    |              | Skedevi, Östergötland |       | 58.983194, 15.862116 | 10049000500001 | Ladda upp en bild av detta fornminne |
| Skedevi 51:1                | Stensättning                |              | Skedevi, Östergötland |       | 58.970727, 15.888460 | 10049000510001 | Ladda upp en bild av detta fornminne |
| Skedevi 52:1                | Gravfält                    |              | Skedevi, Östergötland |       | 58.958127, 15.846314 | 10049000520001 | Ladda upp en bild av detta fornminne |
| Skedevi 56:1                | Gravfält                    |              | Skedevi, Östergötland |       | 58.942217, 15.883692 | 10049000560001 | Ladda upp en bild av detta fornminne |
| Skedevi 61:1                | Gravfält                    |              | Skedevi, Östergötland |       | 58.935578, 15.866293 | 10049000610001 | Ladda upp en bild av detta fornminne |
| Skedevi 62:1                | Stensättning                |              | Skedevi, Östergötland |       | 58.929786, 15.889673 | 10049000620001 | Ladda upp en bild av detta fornminne |
| Skedevi 62:2                | Stensättning                |              | Skedevi, Östergötland |       | 58.929675, 15.889351 | 10049000620002 | Ladda upp en bild av detta fornminne |
| Skedevi 66:1                | Stensättning                |              | Skedevi, Östergötland |       | 58.927247, 15.868704 | 10049000660001 | Ladda upp en bild av detta fornminne |
| Borgarberget (Skedevi 70:1) | Fornborg                    |              | Skedevi, Östergötland |       | 58.916894, 15.870191 | 10049000700001 | Ladda upp en bild av detta fornminne |
| Skedevi 90:1                | Gravfält                    |              | Skedevi, Östergötland |       | 58.992374, 15.817562 | 10049000900001 | Ladda upp en bild av detta fornminne |
| Skedevi 92:1                | Stensättning                |              | Skedevi, Östergötland |       | 58.992356, 15.856412 | 10049000920001 | Ladda upp en bild av detta fornminne |
| Skedevi 93:1                | Stensättning                |              | Skedevi, Östergötland |       | 58.991333, 15.857408 | 10049000930001 | Ladda upp en bild av detta fornminne |
| Skedevi 107:1               | Gravfält                    |              | Skedevi, Östergötland |       | 58.927160, 15.934759 | 10049001070001 | Ladda upp en bild av detta fornminne |
| Skedevi 130:1               | Stensättning                |              | Skedevi, Östergötland |       | 58.920731, 16.024330 | 10049001300001 | Ladda upp en bild av detta fornminne |
| Skedevi 130:2               | Stensättning                |              | Skedevi, Östergötland |       | 58.921685, 16.024159 | 10049001300002 | Ladda upp en bild av detta fornminne |
| Skedevi 132:1               | Stensättning                |              | Skedevi, Östergötland |       | 58.924429, 15.993991 | 10049001320001 | Ladda upp en bild av detta fornminne |
| Skedevi 132:3               | Stensättning                |              | Skedevi, Östergötland |       | 58.924479, 15.994405 | 10049001320003 | Ladda upp en bild av detta fornminne |
| Skedevi 152:1               | Gravfält                    |              | Skedevi, Östergötland |       | 59.018038, 15.817136 | 10049001520001 | Ladda upp en bild av detta fornminne |